# Новое Мазино
Новое Мазино — село в Мензелинском районе Татарстана. Административный центр Новомазинского сельского поселения.

## География
Находится в восточной части Татарстана на расстоянии приблизительно 28 км на юг по прямой от районного центра города Мензелинск.

## История
Основано в XVIII веке (1740-е года). В 1817 году была построена Покровская церковь, в 1877 открыта земская школа. Упоминалось также как Покровское и Сурончаг.

## Население
Постоянных жителей было: в 1859—609, в 1870—859, в 1884—964, в 1897—1279, в 1906—1413, в 1913—1564, в 1920—1503, в 1926—1473, в 1938—827, в 1949—629, в 1958—609, в 1970—671, в 1979—551, в 1989—446, в 2002—397 (русские 89 %), 345 в 2010.